# Søren Larsen (voilier)
Pour les articles homonymes, voir Søren Larsen.

Le Søren Larsen est un brick-goélette au pavillon britannique. Construit en 1949, ce bateau est un des derniers grands voiliers construit en bois de chêne.

## Histoire
Le Søren Larsen a été construit en 1949 par les chantiers Soren Larsen & Sons à Nykøbing Mors, dans le nord du Danemark.

 Jusqu'aux années 1970, il servait à transporter du grain ou du bois en mer Baltique et mer du Nord. 
Il a été racheté en 1978 et restauré à Colchester, au Royaume-Uni. Son emploi comme décors pour le cinéma et la télévision a partiellement financé sa restauration.
Puis il est affecté à la formation à la navigation à voile (sail training). De 1983 et 1985, il participe à un programme d'aide aux handicapés physiques.
En 1992, il remporte une Tall Ships' Race.
Il a participé à la Sydney-Auckland Tall Ships Regatta 2013.

## Autres  spécifications
- Plateforme : brigantine
- Hauteur du mât : 29,90 m
- Numéro officiel : 388998
- Moteur auxiliaire : B&W 240 chevaux (Diesel)
- Chaloupes de sauvetage : 8 (de 3,40 m)